# Emi Watanabe
Pour les articles homonymes, voir Watanabe.
Emi Watanabe, née le 27 août 1959 à Tokyo au Japon, est une patineuse artistique japonaise qui a été octuple championne du Japon de 1973 à 1980. Elle est aussi la première patineuse japonaise qui obtient une médaille à des championnats du monde.

## Biographie

### Carrière sportive
Les parents d'Emi Watanabe se sont connus et mariés aux Philippines pendant la Seconde Guerre mondiale. Son père était japonais et sa mère philippine, et étaient de fervents catholiques. Venu s'installer au Japon après la fin de la guerre, Emi naît dans la capitale japonaise en 1959. Dès l'âge de douze ans, elle remporte son premier championnat national senior de patinage artistique, et conservera son titre pendant huit années consécutives jusqu'en 1980.
Sur le plan international, Emi Watanabe représente son pays à deux olympiades d'hiver. Elle participe aux Jeux de 1976 à Innsbruck et aux Jeux de 1980 à Lake Placid où elle se classe respectivement aux 13e et 6e places. Quant aux championnats du monde, elle obtient son meilleur résultat aux mondiaux de 1979 à Vienne, où pour la première fois de l'histoire du patinage artistique, une patineuse japonaise monte sur un podium mondial après avoir conquis la médaille de bronze.

### Reconversion
Le 23 juin 1980, elle annonce sa retraite du patinage artistique amateur. Elle a ensuite travaillé, entre autres, comme commentatrice pour la télévision japonaise.

## Palmarès
| Compétitions principales | 1973    | 1974    | 1975    | 1976    | 1977    | 1978    | 1979    | 1980    |  |  |  |  |  |  |
| Jeux olympiques d'hiver  |         |         |         | 13e     |         |         |         | 6e      |  |  |  |  |  |  |
| Championnats du monde    | 17e     | 15e     | 13e     | 17e     | 12e     | 8e      | 3e      | 4e      |  |  |  |  |  |  |
| Championnats du Japon    | 1re     | 1re     | 1re     | 1re     | 1re     | 1re     | 1re     | 1re     |  |  |  |  |  |  |
|                          |         |         |         |         |         |         |         |         |  |  |  |  |  |  |
| Autres compétitions      | 1972/73 | 1973/74 | 1974/75 | 1975/76 | 1976/77 | 1977/78 | 1978/79 | 1979/80 |  |  |  |  |  |  |
| Skate Canada             |         | 8e      |         | 3e      |         | 4e      |         |         |  |  |  |  |  |  |
| Trophée NHK              |         |         |         |         |         |         |         | 1re     |  |  |  |  |  |  |
| Légende : F = Forfait    |         |         |         |         |         |         |         |         |  |  |  |  |  |  |